# Déspota de Epiro
El déspota de Epiro era el gobernante de Epiro, uno de los Estados sucesores del Imperio bizantino después de la cuarta cruzada. El nombre «Despotado de Epiro» y el título «déspota de Epiro» son designaciones historiográficas modernas, y no eran utilizados por los propios gobernantes. En el Imperio, déspota (en griego: δεσπότης, romanizado: despótēs) era un prestigioso título cortesano y no hacía referencia a un gobernante sobre un territorio específico. Aunque varios de los primeros soberanos griegos del Estado epirota usaron la designación de déspota, nunca se refería a las tierras que regían, sino a su posición en la jerarquía imperial.
Cuando Epiro cayó en manos de dinastías extranjeras, el título no se aplicó a la jerarquía imperial, sino al territorio, a veces para consternación de la población local. El «déspota de Epiro» no se registra en documentos contemporáneos para los gobernantes de origen foráneo, pero se mencionan otras versiones como déspota de Arta y déspota de Ioánina, las dos capitales del Estado en diferentes momentos. Algunos gobernantes usaron la versión déspota de Romania que hace referencia a «los territorios del Imperio romano», es decir, Bizancio, o déspota de los romanos, reclamando el poder sobre los romanos, es decir, los griegos bizantinos.
El último déspota de Epiro fue Leonardo III Tocco, quien gobernó desde 1448 hasta 1479, cuando los restos de sus dominios fueron conquistados por el Imperio otomano. Escapó al exilio y sus descendientes continuaron reclamando el título hasta 1642, cuando Antonio Tocco lo abandonó y en su lugar reclamó el título de príncipe de Acaya.

## Título
En el Imperio bizantino tardío, la designación de déspota (en griego: δεσπότης, romanizado: despótēs) era un título cortesano prestigioso y elevado. No se usó para designar a un gobernante sobre una posesión territorial específica. Como tal, referirse a los gobernantes del Despotado de Epiro, un término que no era contemporáneo llamar este Estado, como «déspotas de Epiro» es técnicamente incorrecto. Esto solo se asoció con ciertos territorios a medida que se regularizó la práctica de los emperadores que otorgaban el título a los príncipes y les conferían dominios semiautónomos para gobernar. Además, no todos los soberanos de Epiro llevaban este título. El fundador del Estado epirota, Miguel I Comneno Ducas, nunca lo utilizó y tampoco lo hizo su sucesor Teodoro Comneno Ducas, quien en realidad se coronó emperador (basileo) de Tesalónica en 1225. El primer gobernante en recibir el título de déspota fue Miguel II, por parte de su tío Manuel de Tesalónica en la década de 1230, y luego nuevamente, como signo de sumisión y vasallaje, del emperador de Nicea Juan III Ducas Vatatzés.
El uso de una versión del título de déspota que se relacionó con el territorio comenzó bajo el gobierno de la Casa de Orsini, luego de la extinción de la dinastía Comneno Ducas original. De ascendencia italiana, los Orsini se designaban como Despotus Romaniae («déspota de Romania»). El territorio era parte de Romania, que no tiene relación con no el país de Rumania, sino que hace relación a «los territorios del Imperio romano», es decir, Bizancio. Tomás II Preljubović, quien había recibido el territorio por parte de Simeon Uroš, el pretendiente a emperador de Serbia, recibió también la dignidad de déspota y se hacía llamar «déspota de Ioánina» para designar su gobierno sobre su capital y todo Epiro.
Al convertirse en el gobernante de Ioánina en 1411, Carlo I Tocco asumió el título de déspota, ya sea como referencia a los Comneno Ducas u Orsini o al que había asumido Tomás II. Los lugareños insistieron en que buscara este reconocimiento por parte del emperador bizantino, y después de haber enviado a su hermano Leonardo a Constantinopla, Manuel II Paleólogo lo reconoció formalmente con este título. Para Carlo, esta denominación significaba que podía reclamar el poder sobre todo Epiro, no solo sobre Ioánina; en 1416 capturó Arta, la capital de los dos primeras dinastías. Para los bizantinos en Constantinopla, la concesión del título sirvió más para amortiguar la falta de un verdadero control imperial en la región, siendo sólo una referencia nominal al poder anteriormente ejercido por los déspotas griegos. Desde 1418 en adelante, tradujo su título en latín como Despotus Romaniae, como lo habían hecho los Orsini antes que él. Este también había sido utilizado por Centurión II Zaccaria, príncipe de Acaya, y Carlo podría haberlo asumido en 1418 no como una referencia a sus predecesores, sino esencialmente como una usurpación del título de Centurión (su antiguo señor feudal) después de que el Principado sufriera devastadoras pérdidas territoriales ante los bizantinos en ese mismo año. Las fuentes epirotas escriben que el Despotus Romaniae fue confirmado por Manuel II, pero las bizantinas contemporáneas guardan silencio al respecto. Los registros de Ioánina y Arta mencionan a Carlo con el título completo de Dominus Carolus Dei Gratia despotus Romaniae («Señor Carlo, Por la Gracia de Dios, déspota de Romania»).
También utilizó la denominación de Despotus Romeorum («déspota de los romanos», es decir, los griegos bizantinos) desde 1418 en adelante. Esta versión tenía implicaciones todavía más peligrosas para Constantinopla ya que implicaba el gobierno sobre el propio pueblo bizantino en lugar de un territorio que consideraba parte de su Imperio. Para los bizantinos, ese poder solo podía ser ejercido legalmente por el emperador. El sucesor de Carlo, Carlo II Tocco, se llamaba «déspota de Arta», que lo conectaba con la antigua capital del Estado epirota en lugar del territorio imperial en su conjunto. Incluso entonces, el «déspota de Arta» no era más aceptable para estos que «déspota de Romania», dado que todavía estaba ligado con un territorio específico. Este título también fue utilizado por su sucesor, Leonardo III Tocco. Los miembros posteriores de la Casa de Tocco, pretendientes al título, se designaban como déspotas de Romania o de Arta; un texto italiano de 1697 nombra a los déspotas Tocco como Despoti de Romanìa, & del'Arta («déspotas de Romania y de Arta»).

## Déspotas de Epiro, 1205-1479

### Dinastía Comneno Ducas (1205-1318)
| Imagen | Nombre                                                                          | Reinado   | Sucesión & notas | Ref.          |
| ------ | ------------------------------------------------------------------------------- | --------- | --- | ------------- |
|        | Miguel I Comneno Ducas Μιχαήλ Κομνηνός Δούκας (Michaēl Komnēnos Doukas)         | 1205-1215 | Primo de los emperadores bizantinos Isaac II Ángelo y Alejo III Ángelo, se estableció como gobernante de Epiro después del saqueo y toma de Constantinopla por la cuarta cruzada. | [ 16 ] [ 17 ] |
|        | Teodoro Comneno Ducas Θεόδωρος Κομνηνὸς Δούκας (Theodōros Komnēnos Doukas)      | 1215-1230 | Medio hermano de Miguel I Comneno Ducas. Con el objetivo de capturar Constantinopla y restaurar el Imperio bizantino, se coronó emperador en Tesalónica en 1224.                  | [ 18 ] [ 19 ] |
|        | Miguel II Comneno Ducas Μιχαήλ Κομνηνός Δούκας (Michaēl Komnēnos Doukas)        | 1230-1271 | Hijo ilegítimo de Miguel I Comneno Ducas. Se proclamó gobernante de Epiro después de la derrota de su tío en la batalla de Klokotnitsa.                                           | [ 20 ]        |
|        | Nicéforo I Comneno Ducas Νικηφόρος Κομνηνός Δούκας (Nikēphoros Komnēnos Doukas) | 1271-1297 | Hijo de Miguel II Comneno Ducas. | [ 21 ]        |
|        | Tomás I Comneno Ducas Θωμάς Κομνηνός Δούκας (Thōmas Komnēnos Doukas)            | 1297-1318 | Hijo de Nicéforo I Comneno Ducas. Fue asesinado por su sobrino, Nicolás Orsini.                                                                                                   | [ 22 ]        |

### Casa de Orsini (1318-1359)
| Imagen | Nombre                                                                    | Reinado        | Sucesión & notas | Ref.   |
| --- | ------------------------------------------------------------------------- | -------------- | --- | ------ |
| | Nicolás Orsini Νικόλαος Ορσίνι (Nikolaos Orsini)                          | 1318-1323      | Nieto de Nicéforo I Comneno Ducas y esposo de la viuda de Tomás I Comneno Ducas. Asesinado por su hermano, Juan Orsini. | [ 22 ] |
| | Juan II Orsini Ἰωάννης Κομνηνός Δούκας (Iōannēs Komnēnos Doukas)          | 1323-1335      | Nieto de Nicéforo I Comneno Ducas. Asesinado por su esposa, Ana Paleólogo.                                              | [ 22 ] |
| | Nicéforo II Orsini Νικηφόρος Δούκας (Nikēphoros Doukas) (primer reinado)  | 1335-1338/1340 | Hijo de Juan Orsini, gobernó bajo la regencia de su madre Ana Paleólogo.                                                | [ 23 ] |
| 1338/1340-1348: El Imperio bizantino bajo Andrónico III Paleólogo reconquistó Epiro en 1338; se restauró brevemente la independencia con la ayuda de Catalina I, emperatriz titular latina, antes de ser recapturado nuevamente por los bizantinos en 1340. Juan Ángelo sirvió como gobernador. |                                                                           |                | |        |
| 1348-1356: El Imperio serbio bajo Esteban Dušan conquistó Epiro; Simeón Uroš, medio hermano de Esteban, es nombrado gobernador. |                                                                           |                | |        |
| | Nicéforo II Orsini Νικηφόρος Δούκας (Nikēphoros Doukas) (segundo reinado) | 1356-1359      | Regresó al trono epirota retomando Epiro del Imperio serbio. Murió en batalla contra una revuelta albanesa.             | [ 25 ] |

### Casa de Nemanjić (1359-1385)
| Imagen | Nombre | Reinado   | Sucesión & notas | Ref.          |
| ------ | --- | --------- | --- | ------------- |
|        | Simeón Uroš Симеон Урош, Συμεών Ούρεσης Παλαιολόγος (Simeon Uroš, Simeon Ouresēs Palaiologos)                    | 1359-1366 | Emperador serbio reclamante; se estableció como el gobernante de Epiro y Tesalia. Casado con Tomasa Orsini, hija de Juan Orsini. Anteriormente gobernador serbio de Epiro. | [ 26 ] [ 27 ] |
|        | Tomás II Preljubović Тома Прељубовић, Θωμάς Κομνηνός Παλαιολόγος (Toma Preljubović, Thōmas Komnēnos Palaiologos) | 1366-1384 | Casado con María Ángelo, hija de Simeón Uroš. Hecho gobernante de la ciudad de Ioánina y otras partes de Epiro por Simeón.                                                 | [ 28 ] [ 29 ] |
|        | María Ángelo Μαρία Αγγελίνα Δούκαινα Παλαιολογίνα (Maria Angelina Doukaina Palaiologina)                         | 1384-1385 | Hija de Simeón Uroš y viuda de Tomás II Preljubović. Gobernante proclamado por el pueblo de Ioánina. Asumió el título de basilea («emperatriz»).                           | [ 28 ] [ 30 ] |

### Casa de Buondelmonti (1385-1411)
| Imagen | Nombre                                                              | Reinado   | Sucesión & notas | Ref.          |
| ------ | ------------------------------------------------------------------- | --------- | --- | ------------- |
|        | Esaú Buondelmonti Ησαύ Μπουοντελμόντι (Esau Bouontelmonti)          | 1385-1411 | Segundo marido de María Ángelo. Los dos se casaron por sugerencia de Juan Uroš, el hermano de María.                                                                                      | [ 31 ] [ 32 ] |
|        | Jorge Buondelmonti Γεώργιος Μπουοντελμόντι (Geōrgios Bouontelmonti) | 1411      | Hijo de Esaú Buondelmonti con Jevdokija Balšić. Gobernante brevemente de Ioánina bajo la regencia de su madre, que era impopular. Depuesto por la nobleza local a favor de Carlo I Tocco. | [ 33 ]        |

### Casa de Tocco (1411-1479)
| Imagen | Nombre                                                 | Reinado   | Sucesión & notas | Ref.          |
| ------ | ------------------------------------------------------ | --------- | --- | ------------- |
|        | Carlo I Tocco Κάρολος Τόκκος (Karolos Tokkos)          | 1411-1429 | Hijo de Maddalena Buondelmonti, hermana de Esaú Buondelmonti. Invitado a convertirse en el nuevo gobernante de Ioánina después de que los lugareños depusieran a Jorge Buondelmonti.                                                               | [ 34 ] [ 33 ] |
|        | Carlo II Tocco Κάρολος Τόκκος (Karolos Tokkos)         | 1429-1448 | Sobrino y heredero legítimo de Carlo I Tocco. Luchó con los hijos ilegítimos de Carlo I Tocco, que intentaron reclamar el despotado. El reinado de Carlo II vio la pérdida de la mayoría de los territorios continentales a manos de los otomanos. | [ 35 ]        |
|        | Leonardo III Tocco Λεονάρδος Τόκκος (Leonardos Tokkos) | 1448-1479 | Hijo de Carlo II Tocco. Heredó el despotado como menor, gobernando bajo la regencia de cuatro de sus tutores durante sus primeros años como déspota. Huyó a Nápoles cuando sus últimos territorios fueron conquistados por los otomanos en 1479.   | [ 36 ]        |

## Déspotas titulares de Epiro, 1479-1642
| Imagen | Nombre             | Reclamo                                           | Sucesión & notas | Ref.                 |
| ------ | ------------------ | ------------------------------------------------- | --- | -------------------- |
|        | Leonardo III Tocco | 1479-c. 1503 (antes déspota gobernante 1448-1479) | Vivió en el exilio en Roma y en Nápoles después de la caída del despotado. Recibió feudos valiosos en el sur de Italia, pero los había perdido en el momento de su muerte.                                                     | [ 37 ]               |
|        | Carlo III Tocco    | c. 1503-1518                                      | Hijo de Leonardo III Tocco y Milica Branković, nieta de Tomás Paleólogo. | [ 37 ] [ 38 ]        |
|        | Leonardo IV Tocco  | 1518-1564                                         | Hijo de Carlo III Tocco. | [ 37 ] [ 39 ]        |
|        | Francesco Tocco    | 1564-1596                                         | Hijo de Leonardo IV Tocco. | [ 40 ]               |
|        | Leonardo V Tocco   | 1596-1641                                         | Hijo de Francesco Tocco. | [ 41 ]               |
|        | Antonio Tocco      | 1641-1642                                         | Hijo de Leonardo V Tocco. En 1642, Antonio sustituyó su título por el de príncipe de Acaya. El cambio de título fue confirmado por Felipe IV de España. Continuó viviendo en el exilio bajo el nuevo título, muriendo en 1678. | [ 15 ] [ 42 ] [ 43 ] |

Con el abandono del título por Antonio Tocco en el siglo XVII, la familia Tocco dejó de usar el título déspota de Epiro. En cambio, los descendientes masculinos de Antonio continuaron usando el título de príncipe de Acaya. El cambio en la titulación podría atribuirse a que los Tocco eran los descendientes más antiguos de Tomás Paleólogo, déspota de Morea, tras la extinción de sus últimos descendientes de cierta línea masculina en el siglo XVI. Tomás Paleólogo se había casado con la heredera de Centurión II Zaccaria, el último príncipe de Acaya, y había heredado los territorios del principado tras la muerte de Centurión en 1432.